# Визит Никсона в Китай (1972)
Американский президент Ричард Никсон в феврале 1972 года посетил Китайскую Народную Республику. Это был важный шаг к формализации получивших развитие отношений между США и материковым Китаем. Никсон стал первым президентом США, посетившим Китай.
В октябре 1970 года Никсон в интервью «Таймс» упомянул о своём желании посетить Китай: «если бы меня спросили, о чем я мечтаю, то я бы сказал, что хотел бы поехать в Китай. Даже если моя мечта не сбудется, то я надеюсь, что мои дети смогут туда поехать». Об этом стало известно председателю Мао, который приветствовал это желание американского президента.
Визит президента США предварили поездки в КНР в июле и октябре 1971 года Г. Киссинджера и в январе 1972 года А. М. Хэйга (а также визит команды США по настольному теннису в апреле 1971 года).
Визит состоялся 21—28 февраля.
В своих мемуарах Киссинджер написал: «Во время встречи Никсона с Мао, в которой я участвовал, я был потрясен его авторитетом. На встрече он стал центром внимания».

## «Никсон едет в Китай»
Этот визит положил начало метафоре Никсон едет в Китай: только столь известный своим ярым антикоммунизмом политик, как Никсон, смог поехать в Китай и встретиться с Мао Цзэдуном, не вызвав при этом в США подозрений в симпатии к коммунистическим идеям. В более широком смысле метафора используется для обозначения того, что только не склонные к компромиссу политики способны нарушать неписаные запреты. Ранним примером использования метафоры может служить высказывание сенатора-демократа Тома Фоли, заявившего в 1977, что:

«Понадобился Никсон, чтобы поехать в Китай и может понадобиться демократ, чтобы привести бюджет в равновесие.»
Оригинальный текст (англ.)It took a Nixon to go to China, and it may take a Democrat to balance the budget.

Наиболее известное использование метафоры датируется 1991 годом, когда в «Звёздный путь VI: Неоткрытая страна» капитан Спок пытается убедить Кирка сопровождать канцлера Клингонов на мирные переговоры. По мнению Спока, Никсон едет в Китай является старинной поговоркой вулканцев. Использование метафоры вышло за пределы США и использовалось, в том числе, для описания политики Германии.

## В культуре
Визит Никсона в Китай и его встреча с Мао Цзэдуном послужили сюжетом для минималистской оперы Джона Адамса «Никсон в Китае».
Критически об американо-китайских отношениях писали Ларри Нивен и Джерри Пурнелл в романе «Мошка в зенице Господней» (1974).